# Pleurtuit
Pleurtuit település Franciaországban, Ille-et-Vilaine megyében. Lakosainak száma 7064 fő (2022. január 1.). Pleurtuit Saint-Lunaire, Dinard, Le Minihic-sur-Rance, La Richardais, Saint-Briac-sur-Mer, Langrolay-sur-Rance, Pleslin-Trigavou, Plouër-sur-Rance, Tréméreuc és Beaussais-sur-Mer községekkel határos.

## Népesség
A település népességének változása:
| Lakosok száma | 3776 | 4165 | 4428 | 5346 | 6399 | 6628 | 6806 | 6982 | 6959 | 7064 |
|               | 1968 | 1982 | 1990 | 2006 | 2013 | 2015 | 2017 | 2019 | 2020 | 2022 |